# Стех, Владимир Андреевич
Владимир Андреевич Стех (крёстное имя Василий; 12 июля 1863 — 16 июля 1945) — религиозный деятель УГКЦ в Галичине и США, священник-василианин, композитор, автор более 80 церковных песнопений.

## Биография

### Австро-Венгрия
Стех родился 12 июля 1863 года в с. Вербица Бибрецкого уезда. В возрасте 18 лет, 12 ноября 1881 года после пятого класса гимназии поступил в новициат Василианского Ордена в Добромиле. Когда Добромильский монастырь и монашество было передано под руководство иезуитов (так называемая Добромильская реформа), прошёл и через этот новициат и сложил первые обеты 12 февраля 1884 года. В Добромиле окончил гимназические студии. Очень любил поэзию и музыку, хорошо знал теорию музыки и даже пробовал компоновать религиозные песни. Философию заканчивал в монастыре святого Онуфрия во Львове в 1886—1887 годах. Тогда же по поручению настоятелей записался в консерваторию и изучал музыку. Богословие изучал в монастыре святого Юра в Кристинополе. Тогда написал такие страстные песни, как «Под крест Твой становлюсь» и «Крест на плечи накладывают». Их пели сначала василианские богословы, а от них перенял их народ в Кристинополе. В журнале «Миссионер» начали появляться его религиозные стихи, а некоторые из них он положил на ноты.
Стех был рукоположен в священника 15 сентября 1889 года. Его первым местом работы был Свято-Онуфриевский монастырь во Львове, где он исполнял обязанности проповедника, исповедника и дирижёра церковного хора. В 1900 году в Жолкве в типографии отцов Василиан вышел первый сборник его религиозных стихов «Венец набожных песней» (78 страниц). В нём, кроме вышеупомянутых песен, появились такие песни, как: «Христос воскрес! Ликуйте ныне», «О, Иисус, Ты в любви здесь между нами восстал», «Кто, как Ты велий», «Прославляйте долы, горы», «О Мария, Матерь Божья, сжалься Ты над нами» и другие. В следующем году вышло второе издание сборника. В том же 1900 году Стех был переведён в Бучачский монастырь, где год был проповедником и префектом конвикта, затем в 1901 году был директором главной школы в Дрогобыче. В 1902-1904 годах работал в монастыре святого Иоанна Крестителя в Краснопуще. В 1902 году вышел второй сборник его песен «Народно-церковные песни», который через два года вышел ещё одним тиражом. В 1905—1907 годах работал на приходе при монастыре Рождества Христова в Жолкве.

### Пастырская работа в США
В 1907 году, по просьбе первого украинского епископа в США Сотера (Ортинского), отец Стех выехал на миссионерскую работу в США. Первым местом работы в Америке был город Буффало, где он занялся организацией прихода. В следующем году (1908) епископ Сотер попросил отца Стеха организовать приход в Миннеаполисе. В 1909 году он переехал в Северную Дакоту, в то же время в Жолкве вышел из печати третий сборник его песен «Ангельский Хор», который уже в следующем году (1910) появился вторым тиражом.
Настоятели Чина и сам отец Стех просили, чтобы ему можно было вернуться в Галицию, но епископ Ортинский, имея мало священников, через Конгрегацию по делам восточных церквей добился, чтобы отец Стех всё-таки остался в Америке. Того же мнения придерживался и следующий епископ Константин (Богачевский). Увидев, что скоро не сможет вернуться к Чину, отец Стех пригласил в США свою родную сестру, которая помогала ему по хозяйству в Элмира Хайтс (1916), а он сам мог больше сосредоточиться на приходской и миссионерской работе. В 1928 году в Жолкве вышел четвёртый сборник его песен «Литургические мелодии». В последние годы жизни отец Стех переехал в Пассейик, где работал вплоть до смерти. Умер 16 июля 1945 года.